# Khashtarak
Khashtarak (in armeno Խաշթառակ?, anche chiamato Khasht'arrak/Khashtarrak) è un comune dell'Armenia di 1 891 abitanti (2010) della provincia di Tavush. All'interno del paese si trova una chiesa di recente costruzione, e poco ad ovest e a sud-est vi sono insediamenti medievali abbandonati con khachkar.
Recentemente, Khashtarak è stata testimone di molte iniziative dell'All-Armenia Fund; il centro medico del paese, l'asilo e la scuola sono stati tutti rinnovati dagli sforzi degli armeni che si trovano all'estero (vedi diaspora armena).

## Galleria d'immagini

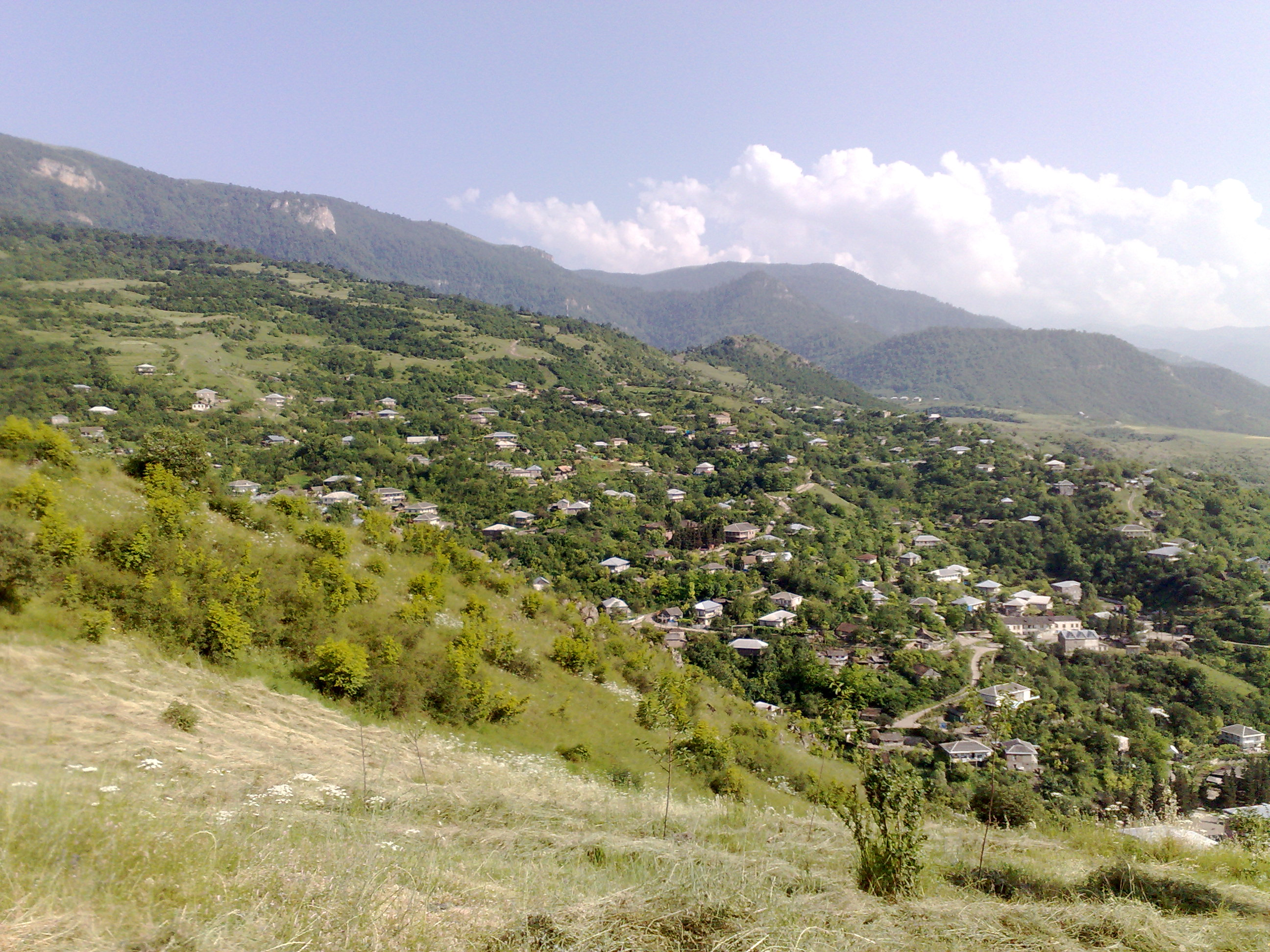
Khashtarak
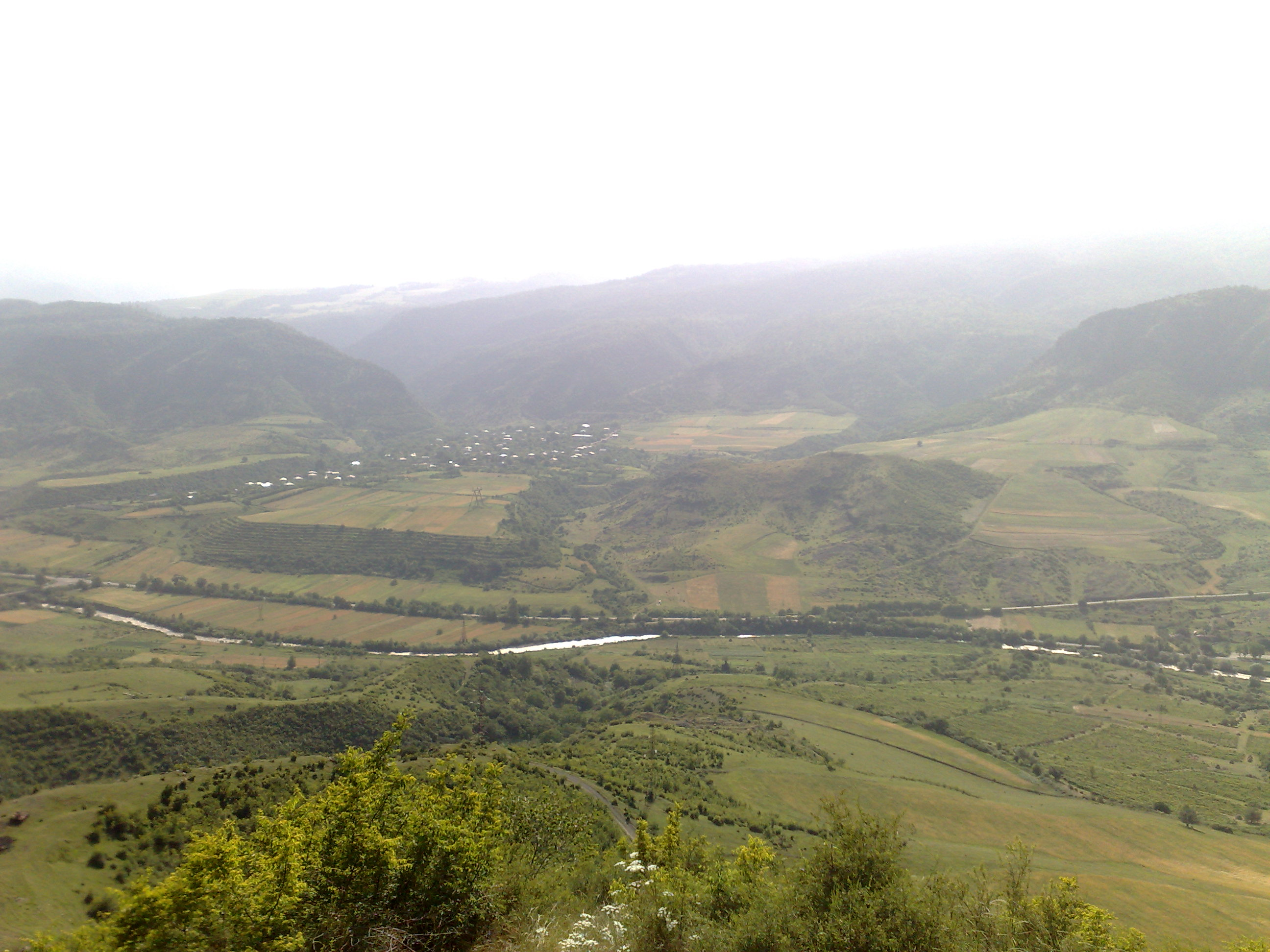
Paesaggio presso Khashtarak
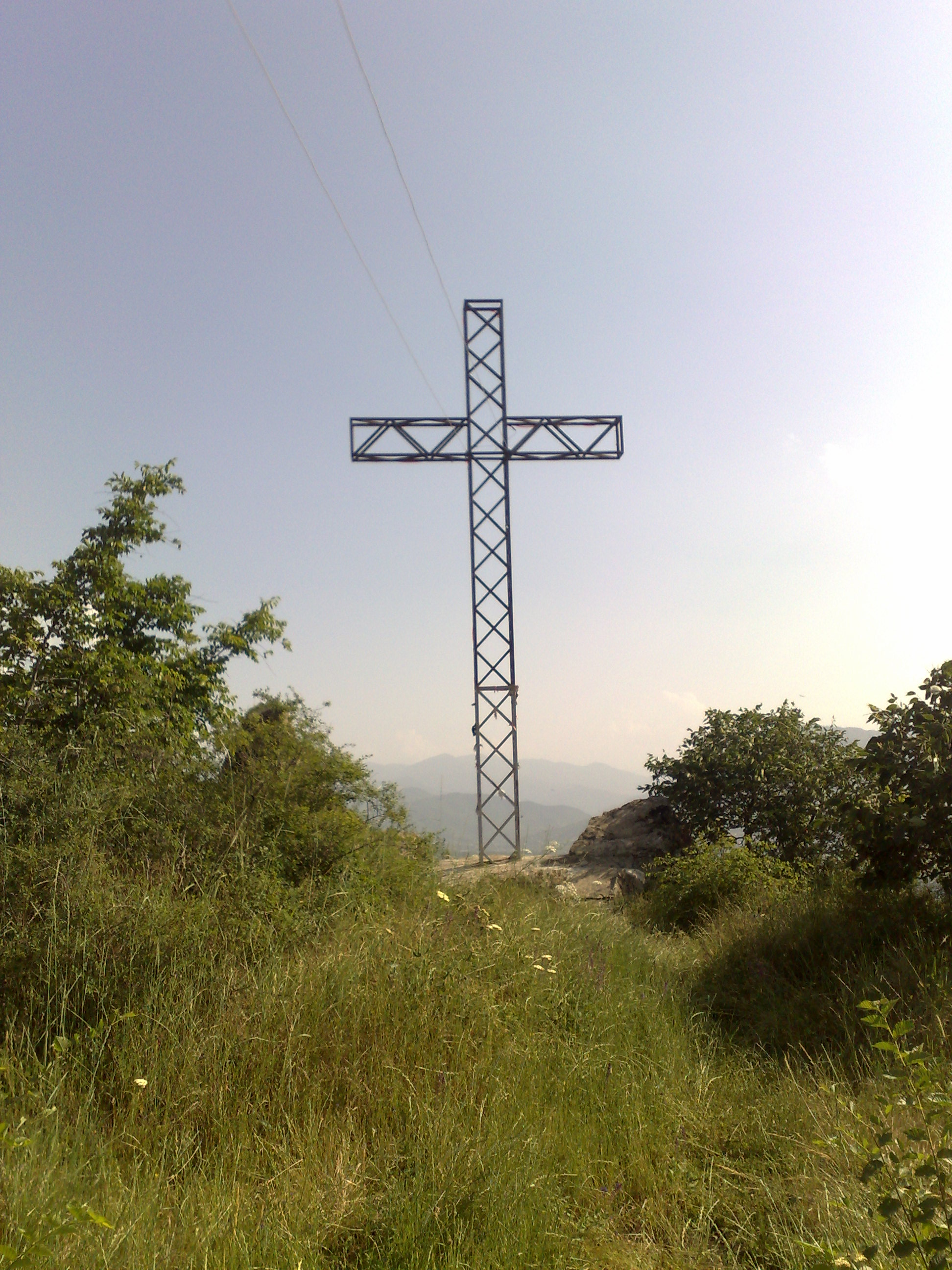
Una delle tre croci simbolo di Khashtarak